# قله پر
قله پر یک قله کوه با ارتفاع ۱۳۲۴۰ فوت (۴۰۳۶ متر) است که در غرب دریاچه‌های رویس در رشته کوه سیرا نوادا در شمال کالیفرنیا، ایالات متحده واقع شده‌است. این قله در شهرستان فرزنو، در جنگل جان مویر، در زمینی که توسط جنگل ملی سیرا اداره می‌شود، واقع شده‌است. اولین صعود قله در ژوئیه ۱۹۳۳ توسط دیوید براور انجام شد که نام این قله را نیز او انتخاب کرد.
بر اساس سیستم طبقه‌بندی آب و هوای کوپن، قله Feather Peak در یک منطقه آب و هوایی کوهستانی قرار دارد. بیشتر جبهه‌های آب و هوایی از اقیانوس آرام سرچشمه می‌گیرند.